# جمشيد آموزغار
جمشيد آموزيجار (وُلد في 25 يونيو 1923 - 28 سبتمبر 2016) هو فنان، واقتصادي، وسياسي.كان رئيس وزراء إيران من 7 أغسطس 1977 إلى 27 أغسطس 1978 . وقبل ذلك، كان وزير الداخلية ووزير المالية في حكومة أمير عباس هويدا. كان زعيم حزب رستاخير خلال فترة ولايته كرئيس للوزراء.